# Henri Armstrong
Henri Džekson mlađi (12. decembar 1912 – 24. oktobar 1988) bio je američki profesionalni bokser i svetski bokserski šampion koji se borio pod imenom Henri Armstrong.
Armstrong je bio jedan od retkih boraca koji je pobedio u tri ili više različitih divizija: pero, laka i velter. On je odbranio svoju velter titulu ukupno devetnaest puta.
Magazin Ring ga je proglasio borcem 1937. godine. Američko udruženje pisaca o boksu (BVAA) proglasilo ga je borcem godine 1940. godine. BoxRec ga trenutno rangira kao 12. najvećeg borca svih vremena pristupa funta-za-funtu. Magazin Ring je 2007. godine Armstronga ocenio kao drugog najvećeg borca u poslednjih 80 godina. Istoričar Bert Šugar takođe je rangirao Armstronga kao drugog najvećeg borca svih vremena. ESPN je Armstronga svrstao na treće mesto na njihovoj listi 50 najvećih boksera svih vremena. On je posthumno primljen u Međunarodnu boksersku dvoranu slavnih u inauguracionoj klasi 1990. godine. Godine 2019, Međunarodna organizacija za istraživanje boksa (IBRO) ga je rangirala kao drugog najboljeg boksera svih vremena, funta za funtu, kao i za drugog najboljeg u pero kategoriji, trećeg najboljeg velter kategorije i petog najboljeg borca lake kategorije svih vremena.

## Detinjstvo i mladost
On je rođen kao Henri Džakson, mlađi 12. decembra 1912. u Kolambusu u Misisipiju. Bio je sin Henrija Džeksona, nadničara afroameričkog, irskog i indijanskog porekla, i Amerike Džekson, za koju se tvrdi da je „punokrvna” Irokezkinja. (Napomena: Bilo je šest irokeznih plemena, nijedno od koji se nije zvalo „Irokezi”. Do 20. veka, mnogi od njihovih pripadnika takođe su imali evropsko-američku baštinu.) Kao dete, Henri mlađi se preselio sa porodicom u Sent Luis u Misuriju, tokom ranog perioda Velike migracije Afroamerikanaca sa ruralnog juga u industrijske gradove srednjeg zapada i severa. Tamo se počeo da se bavi u boksom. Maturirao je sa počastima u srednjoj školi Vašon u Sent Luisu. Kasnije je uzeo prezime Armstrong kao svoje borbeno ime.

## Rana karijera
Armstrong je profesionalnu karijeru započeo 28. jula 1931. godine u borbi sa Al Jovinom, u kojoj je Armstrong nokautiran u tri runde. Njegova prva pobeda stigla je kasnije te godine, kad je pobedio Samija Bernsa odlukom u šest rundi. Godine 1932, Armstrong se preselio u Los Anđeles, gde je zaredom izgubio dve borbe sa četiri runde odlukom, sa Edijem Trudžilom i Alom Grinfildom. Nakon ova dva poraza, međutim, započeo je niz od 11 pobeda.
Godine 1936, Armstrong je delio svoje vreme među Los Anđeles, Meksiko Sitija i Sent Luisa. Nekoliko zapaženih protivnika te godine su Riči Fontejn, Arizmendi, bivši svetski prvak Huan Zurita i Majk Belojz. U ranoj karijeri vodio je neke borbe pod imenom Melodi Džekson. 
Godine 1937, Armstrong je pobedio je Kasanova u tri runde, Belojza u četiri, Džo Riversa u tri, bivšeg svetskog prvaka Franki Klika u četiri, a bivšeg svetskog prvaka Benija Basa u četiri. Armstrong je dobio svoju prvu borbu za svetsku titulu, za titulu u klasi od 126 funti protiv svetskog prvaka u pero kategoriji Petija Sarona u Medison skver gardenu. Armstrong je nokautirao Sarona u šestoj rundi, postajući svetski prvak u pero lakoj kategoriji.
Armstrongova dva nadimka bila su Uragan Henri i Ubistveni Hank.
Godine 1938, Armstrong je započeo svoju sezonu sa još sedam nokauta zaredom, uključujući jedan nad Čalkijem Rajtom, budućim svetskim šampionom. Niz je konačno prekinut kada je savladao Arizmendija nakon deset rundi odlukom sudija u njihovoj četvrtoj borbi. Armstrongov niz od 27 pobeda nokautom zaredom se kvalifikuje kao jedan od najdužih nizova pobeda nokautom u istoriji boksa, prema časopisu The Ring.
Kasnije 1938. godine, Armstrong, još uvek svetski šampion u poluteškoj kategoriji, izazvao je Barnija Rosa za titulu. Ros je tada bio svetski šampion u poluteškoj kategoriji. Armstrong, sa 133 1⁄2 funte, pobedio je Rosa, sa 142 funte, jednoglasnom odlukom, stavljajući pod svoj pojas Svetsko prvenstvo u poluteškoj kategoriji. Armstrong je izgubio težinu da bi se takmičio u nižoj kategoriji i pobedio svetskog šampiona u lakoj kategoriji Lu Ambersa podeljenom odlukom. Armstrong je bio prvi bokser ikada koji je držao svetske šampionske titule u tri različite težine u isto vreme. Odlučio je da više ne održava potrebnu težinu od 126 funti i ostavio je titulu u pero kategoriji upražnjenom.

## Obrane u poluteškoj kategoriji
Armstrong je sledeće dve godine posvetio obrani krune u poluteškoj kategoriji, pobedivši, između ostalih, Keferina Garciju, budućeg svetskog prvaka u srednjoj kategoriji, i Bobija Pača.
Armstrong je odbranio pojas u lakoj kategoriji u revanšu sa Ambersom, koji je izgubio odlukom u 15 rundi. Nakon toga, ponovo se koncentrisao na odbranu titule svetskog prvaka u poluteškoj kategoriji. Odbranio ju je u osam borbi zaredom, od kojih je poslednja bila pobeda nokautom u devet rundi nad Pedrom Montanjezom iz Portorika.
Armstrong je želeo da postane prvi bokser koji je osvojio svetske titule u četiri različite kategorije u revanšu sa Garsijom, koji je već bio svetski šampion u srednjoj kategoriji, ali je borba završena nerešenim rezultatom u deset rundi. Armstrongov pokušaj da osvoji titulu svetskog prvaka u četvrtoj ligi bio je osujećen. Prema istoričaru boksa Bertu Šugaru, mnogi komentatori tog vremena su rekli da je Armstrong zaslužio odluku u ovoj borbi.
Vrativši se u verter kategoriju, Armstrong je uspešno odbranio titulu još pet puta, sve dok ga Frici Živić nije pobedio i osvojio svetsku titulu u 15 rundi. Time je okončana Armstrongova vladavina kao šampion u velter kategoriji. Armstrongovih osamnaest uspešnih odbrana titule bilo je najviše u istoriji u velter kategoriji.
Godine 1945, Armstrong se povukao iz boksa. Njegov službeni rekord bio je 152 pobjede, 21 poraz i 9 remija, uz 101 pobedu nokautom.

## Nakon boksa
Nakon što se 1946. povukao iz boksa, Armstrong je nakratko otvorio noćni klub u Harlemu, Melodi Rum (nazvan po njegovom prvom nadimku). Zatim se preselio i ponovo nastanio u Sent Luisu, Misuri, gde je, izuzev ceremonija i gala kojima je prisustvovao, živeo u tihoj penziju. Postao je ponovo rođeni hrišćanin i zaređeni baptistički sveštenik i pobornik mladih, pomažući u vođenju kluba Herberta Huvera za dečake. Takođe je učio mlade borce da boksuju. U februaru 1966, sveštenik Armstrong se pojavio u TV igri I've Got a Secret.

## Spoljašnje veze
- The Official Henry Armstrong Web Site Архивирано на веб-сајту  (3. децембар 2020)
- Henry Armstrong Foundation Web Site
- Biographical sketch for Henry Armstrong on the International Boxing Hall of Fame (IBHOF) web site
- National Boxing Association's Quarterly Ratings: 1938 – BoxRec
- National Boxing Association's Quarterly Ratings: 1939 – BoxRec
- National Boxing Association's Quarterly Ratings: 1940 – BoxRec
- The Ring Magazine's Annual Ratings: Lightweight--1930s – BoxRec
- NYSAC World Lightweight Title (Boxing)
- NYSAC World Welterweight Title (Boxing)